# موقع قتال دفاعي
موقع القتال الدفاعي أو الخندق هو نوع من أعمال الحفر التي شيدت في سياق عسكري، وهي، على نحو عام، كبيرة بما يكفي لاستيعاب أي شيء يتراوح بين جندي واحد إلى فرقة إطلاق نيران (أو مجموعة مماثلة في الحجم).

## المصطلحات
أُطلق اسم مواقع طبرق على شبكة المواقع الدفاعية التي أنشأها، أولًا، الجيش الإيطالي في طبرق، ليبيا. بعد سقوط طبرق في يد الحلفاء في يناير 1941، قام الجيش الأسترالي بتعديل المواقع الحالية وتوسيعها، على نحو كبير، مع قوات حلفاء أخرى، وأعاد استخدامها في حصار طبرق.
جحور الثعالب هو نوع من المواقع الإستراتيجية الدفاعية. وهي «هوة صغيرة تستخدم كستار، وعادة ما تكون لفرد أو فردين، وقد بُنيت بحيث يمكن لشاغليها أن يطلقوا النيران منها».
يُعرف على نحو أكثر شيوعًا داخل اللغة العامية للجيش الأمريكي بأنه «موقع قتال» أو «مقبرة حارس». يُعرف باسم «حفرة قتال» في مشاة البحرية في الولايات المتحدة، وباسم «هوة سلاح» بمصطلحات الجيش الأسترالي، وبـ«هوة قتال» في جيش نيوزيلندا.
في اللهجة العسكرية البريطانية والكندية، يعادل المصطلح مجموعة من المصطلحات، تشمل الخندق الضيق أو خندق النار (خندق بعمق يكفي ليقف عليه جندي) أو سانغر (موقع إطلاق النار محاط بأكياس رملية فوق الأرض) أو كاشط القذيفة (منخفض سطحي يوفر الحماية أثناء وضـعية الانبطاح)، أو ببساطة -ولكن على نحو غير دقيق -«خندق».
خلال الحرب الأهلية الأمريكية، عرًف كل من الجيش الأمريكي وجيش الولايات الكونفدرالية موقع القتال الدفاعي بمصطلح «هوة البندقية».
يُعرف الموضع المحمي أو المخفي الذي يُوضع فيه واحد أو أكثر من المدافع الرشاشة، في الإنجليزية الأمريكية، باسم وكر المدافع الرشاشة.

## التاريخ
خلال القتال في شمال أفريقيا (1942 - 1943)، استخدمت القوات الأمريكية كاشط القذيفة. كانت هذه الحفر والتجويفات ضحلة جدًا، وهو ما يتيح للجندي أن يستلقي أفقيًا مع حماية جسده من انفجارات القذائف ونيران الأسلحة الصغيرة القريبة منه. سرعان ما تبيَّن أن الخندق الضيق غير كاف لأداء هذا الدور، إذ غالبًا ما كان يُخترق التراب القليل فوق جسم الجندي بالرصاص أو بشظايا القذائف. عرّضت الخنادق الضيقة أيضًا الجندي المتحصن بها لهجوم دبابات العدو، التي يمكن أن تسحق جنديًا داخل خندق ضيق ضحل بالذهاب إليه، ومن ثم تقوم بنصف دورة بسيطة.
بعد معركة القصرين (أوائل سنة 1943)، تبنَّت القوات الأمريكية، على نحو متزايد، جحور الثعالب الجديدة، وهي حفرة عمودية على شكل قربة تسمح للجندي أن يقف ويقاتل مكشوف الرأس والكتفين. اتسع جحر الثعلب قرب القاع ليسمح للجندي بالانحناء أثناء هجوم نيران المدفعية المكثف أو الدبابات. يمكن توسيع جحر الثعلب ليصبح مواقع قتال لجنديين، بالإضافة إلى استخدامها في تدابير إطلاق نيران الأسلحة التي تخدمها الطواقم أو لتصريف المياه أو لتفكيك قنابل العدو اليدوية أثناء القتال.

### طبرقس
استخدم الألمان تحصينات قوية في شمال أفريقيا ولاحقًا في تحصينات أخرى، مثل الجدار الأطلسي، والتي كانت في جوهرها عبارة عن جحور ثعالب مصنوعة من الخرسانة. أطلق الألمان عليها اسم رينغستاند: ودعاهم الحلفاء «طبرقس» لأنهم صادفوا هذه التحصينات لأول مرة أثناء القتال في أفريقيا.
في كثير من الأحيان، كان الألمان يضعون برج دبابة فرنسية أو ألمانية قديمة في جحر الثعلب. وقد أدى ذلك إلى تعزيز قوة نيران الطبرق وحماية المدفعي من الشظايا والأسلحة الصغيرة.

## معرض صور

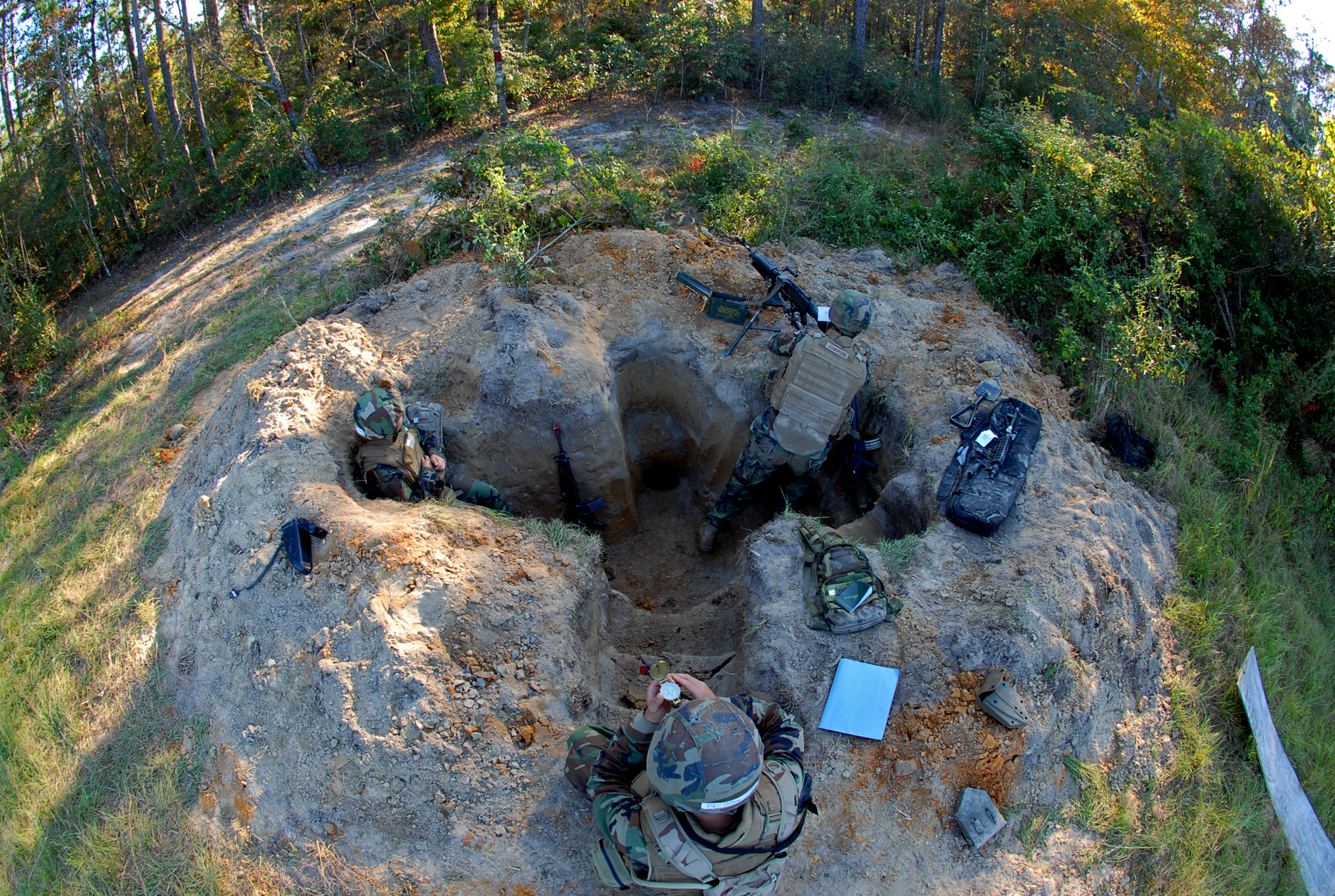
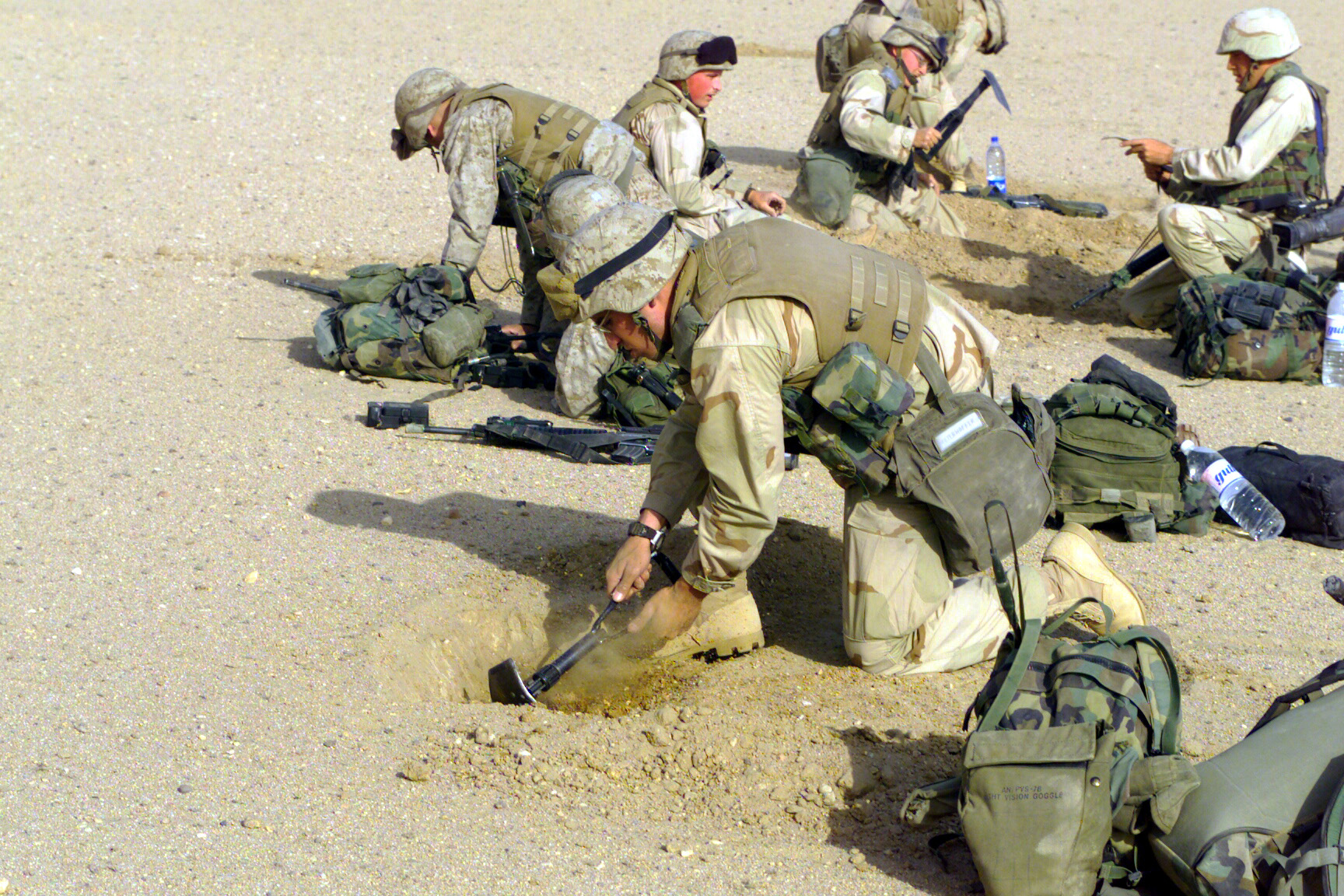
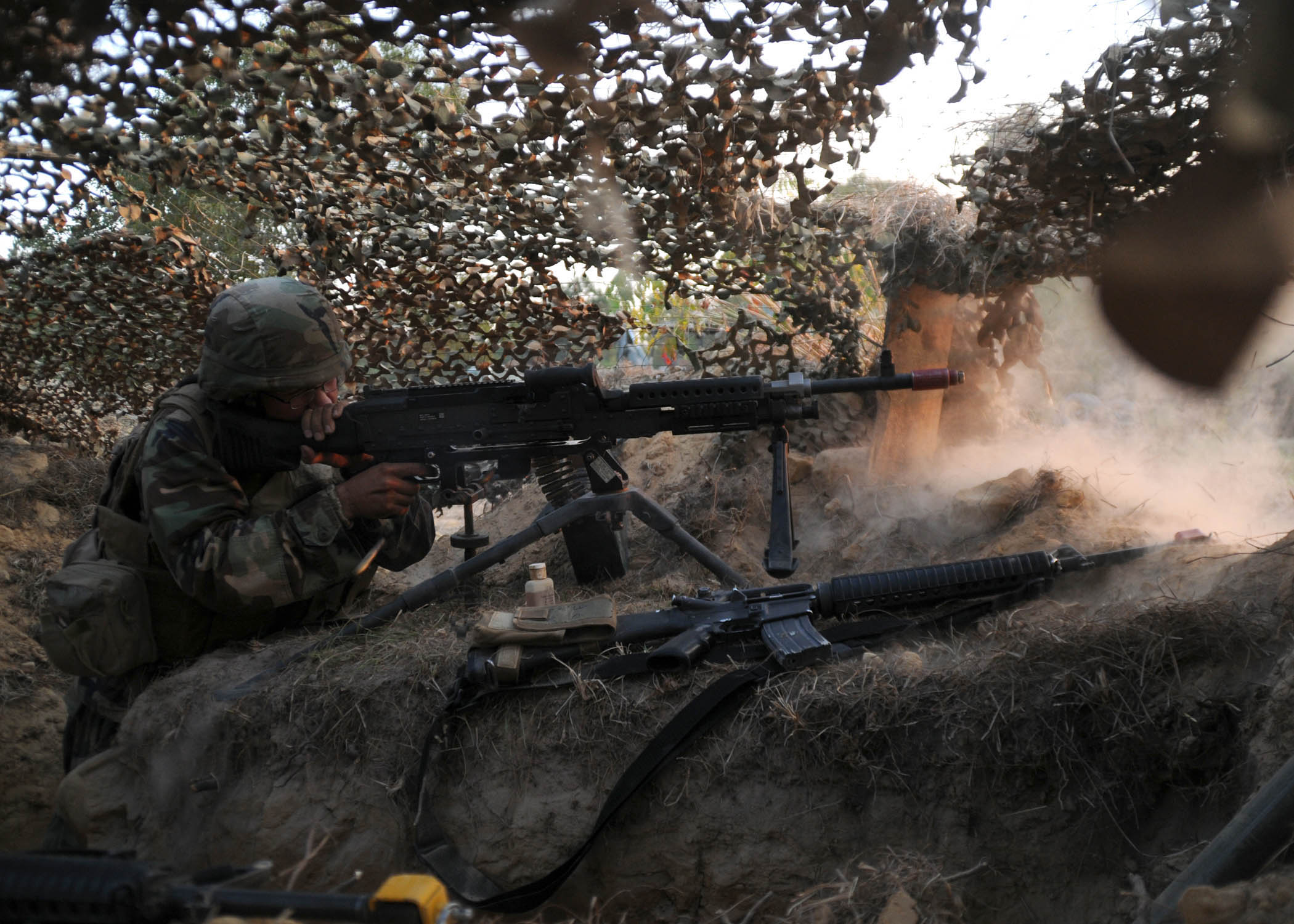
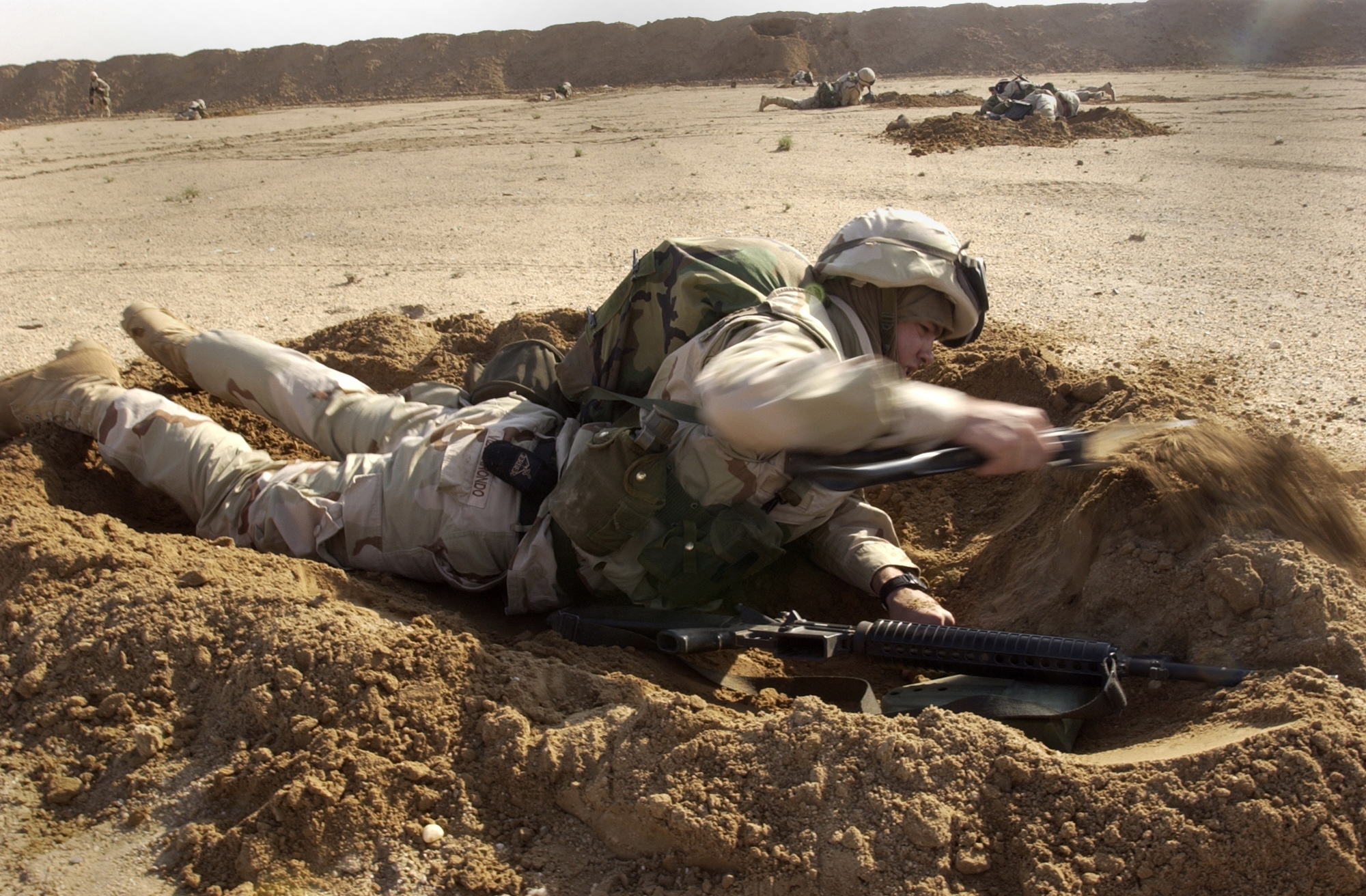
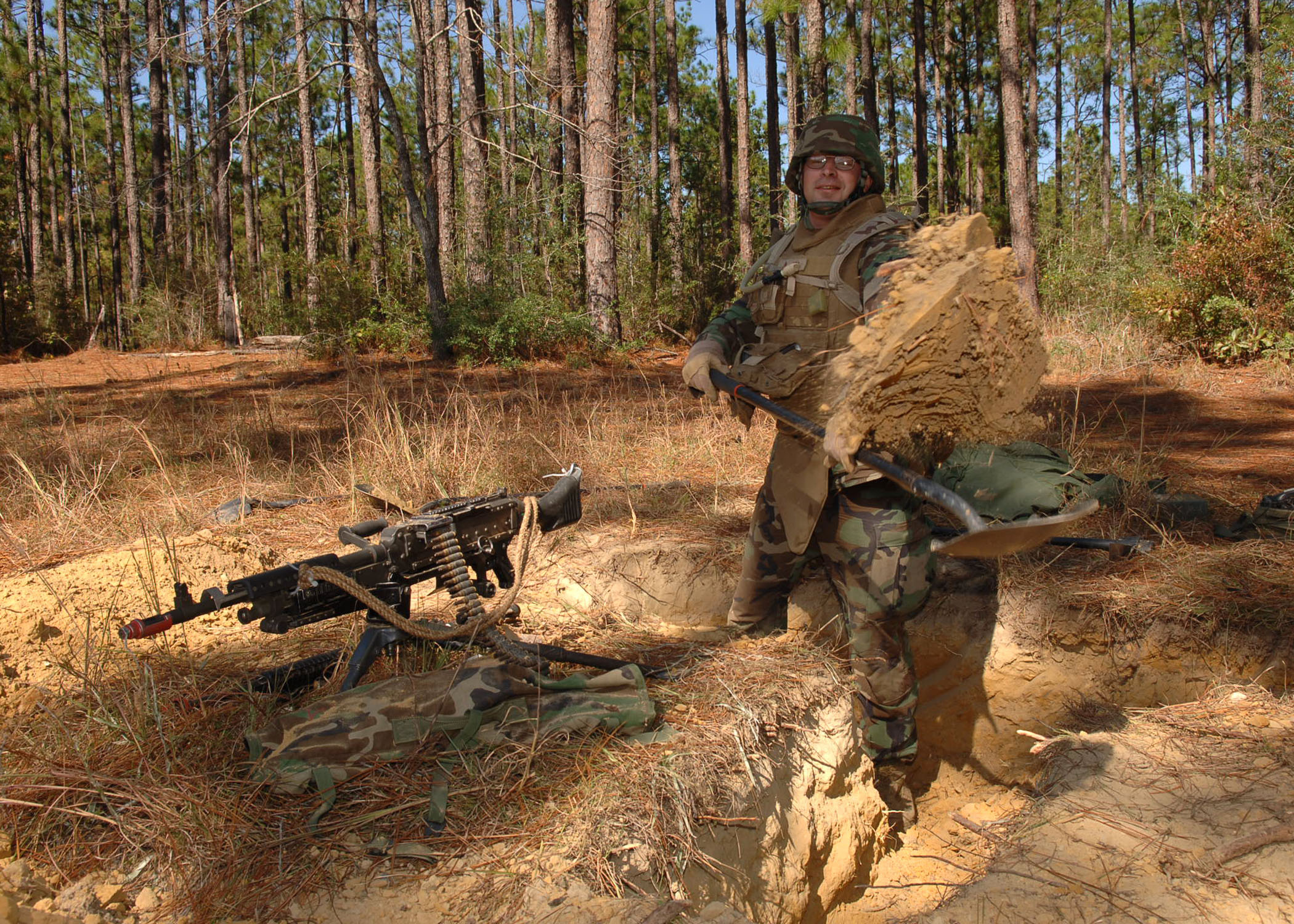